# Pinelema tham
Espèce
Pinelema tham est une espèce d'araignées aranéomorphes de la famille des Telemidae.

## Distribution
Cette espèce est endémique de la province de Vientiane au Laos,. Elle se rencontre à Vieng keo dans une grotte.

## Description
Le mâle holotype mesure 1,23 mm et la femelle paratype 1,24 mm.

## Publication originale
- Zhao, Li & Zhang, 2020 : Taxonomic revision of Telemidae (Arachnida, Araneae) from East and Southeast Asia. ZooKeys, no 933, p. 15-93 (texte intégral).